# 祐成保志
祐成 保志（すけなり やすし、1974年 - ）は日本の社会学者、東京大学大学院人文社会系研究科准教授。コミュニティと住まいの社会学が専門。

## 人物
1974年大阪府生まれ。大阪星光学院高等学校を経て、1993年東京大学文科三類入学。1995年東京大学文学部行動文化学科社会学専修課程進学。1997年3月卒業。同年、東京大学大学院人文社会系研究科社会文化研究専攻修士課程に入学、1999年博士課程進学、2002年3月博士課程単位取得退学。
2003年日本生活学会から「第22回研究奨励賞」受賞。2003年立教大学社会学部非常勤講師。2004年札幌学院大学社会情報学部講師。2006年札幌学院大学社会情報学部助教授。2007年信州大学人文学部准教授。2012年東京大学大学院人文社会系研究科准教授。

## 著書
- 『〈住宅〉の歴史社会学：日常生活をめぐる啓蒙・動員・産業化』新曜社、2008 年

## 共著
- 『福祉社会の価値意識』東京大学出版会、2006年
- 『文化の社会学』有斐閣、2007年
- 『社会調査論』八千代出版、2009年